# ستيلتو (مسلسل)
ستيلتو هو مسلسل عربي شارك فيه نخبة من نجوم الدراما السورية واللبنانية، من إنتاج مجموعة إم بي سي وشركة القمر التركية، مقتبس عن المسلسل التركي جرائم صغيرة المقتبس بدوره عن المسلسل الأمريكي أكاذيب كبيرة صغيرة، عُرض لأول مرة في العام 2022 على منصة شاهد في أي بي.

## القصة
صور المسلسل في مدينة إسطنبول التركية، وتدور أحداثه عن حفل ضخم يقام في أحد المنازل بمجمعٍ سكنيٍّ راقٍ، وتقع خلاله جريمة قتل شخص مجهول، حيث تم إلقاء جثة من أعلى طابق البيت وكان يحضر الحفل العديد من الشخصيات الكبيرة لتبدأ رحلة حلّ لغز هذه الجريمة ، والبحث عن القاتل. وكما كانت توجد مجموعة من العلاقات المتنوعة بين الكراهية والخيانة والحب.

## البطولة
- كاريس بشار (د. ألمى السيد)
- ديمة قندلفت (فلك معوَّض)
- ريتا حرب (جويل ديب)
- ندى أبو فرحات (نايلة)
- قيس الشيخ نجيب (كريم معوَّض)
- بديع أبو شقرا (أستاذ خالد)
- سامر المصري (لؤي سلوم)
- كارلوس عازار (طارق ديب)
- نور علي (ميرا فارس)
- ميشال حوراني
- نوال كامل
- أمل طالب
- سارة زوق
- جاد خاطر
- بولين حداد
- كارول عبود.

## ملخص الحلقات
يتألف مسلسل "ستيلتو" من 90 حلقة مدة كل واحدة منها 45 دقيقة. وفيما يلي ملخص الحلقات:
الحلقة 1: تبدأ أحداث المسلسل بسقوط جثة من الطابق العلوي خلال حفلة في أحد المنازل الراقية، ويبدأ "رامي" بالتحقيق في الأمر ليكتشف الكثير من الأمور حول "ألمى" و"جويل" و"نائلة" و"فلك" وعلاقتهن بالجريمة.
الحلقة 2: تكتشف "جويل" أن "فلك" تساعد "ألمى" كي تنتقل إلى منزل في ذات المجمع السكني الذي تعيش فيه الصديقات الثلاث، فتشعر بالقلق لأنها تعرف أن "ألمى" كانت تحب "طارق" عندما كانا في المدرسة، كما تبدأ "نائلة" بالشك في زوجها وعلاقته بامرأة أخرى.
الحلقة 3: أساءت "فلك" و"جويل" و"نائلة" إلى "ألمى" عندما كنّ في المدرسة ولطخن سمعتها عندما نشرن شائعة مفادها أن "ألمى" على علاقة سرية بمعلمهن "خالد"، فحاولت "ألمى" الانتحار، لكنها لم تنجح، إلا أن الإصابة التي سببتها لها هذه المحاولة حرمتها من القدرة على الإنجاب.
الحلقة 4: تتزايد مخاوف "جويل" وشكوكها حول "طارق" و"ألمى"، فتقوم بعدة محاولات لتشويه سمعة "ألمى" مما يغضب هذه الأخيرة وتحاول الانتقام من "جويل".
الحلقة 5: يسعى "كريم" لإيجاد حلاً للضائقة المالية التي يعاني منها حتى لا تتعرض شركته للإفلاس، وتحاول "نائلة" أن تتأكد من خيانة زوجها "لؤي" لها غير أن كافة مساعيها تبوء بالفشل.
الحلقة 6: بعد محاولات عديدة تنجح "نائلة" بالتأكد من حقيقة خيانة زوجها "لؤي" لها، وتتسبب "فلك" بحدوث خلاف بين "ألمى" و"جويل".
الحلقة 7: تستمر الضائقة المالية التي يعاني منها "كريم" وتصبح شركته مهددة بالإفلاس، وينفصل "لؤي" عن "ميرا" غير أنها تذهب لتزوره في منزله.
الحلقة 8: تواجه "نائلة" "لؤي" وتخبره أنها على علم بخيانته لها وتريد الانفصال عنه، وتخبر صديقاتها بذلك أيضاً، فيترك "لؤي" المنزل، كما يعلم "كريم" أن "ألمى" و"طارق" كانا يحبان بعضهما عندما كانا في المدرسة.
الحلقة 9: يحاول "كريم" أن يتقرب من "ألمى" لإعجابه بها، ويبدأ بالتقصي ليكتشف هوية الشخص الذي يسرب معلومات الشركة، كما تهدد "نائلة" "ميرا" بالقتل بسبب علاقتها بزوجها.
الحلقة 10: يتنامى إعجاب "كريم" بـِ "ألمى" بسبب لطفها وطيبتها، وتنجح "ألمى" في وضع حد لـِ "فلك" وتصرفاتها، كما يتسبب "لؤي" بخلاف بين "نائلة" و"ليا".
الحلقة 11: تقيم "فلك" حفلاً وتدعو إليه "ألمى" مما يثير استغراب "جويل"، وتحاول "ميرا" أن تستغل المشاكل بين "ليا" ووالدتها حتى تتقرب منها.
الحلقة 12: تتناسى "ليا" مشاكلها مع والدتها "نائلة" وتقف إلى جانبها عندما تكتشف خيانة والدها لها، كما تخطط "فلك" لإيذاء "ألمى" وتتسبب في إغلاق الشرطة لعيادتها.
الحلقة 13: يكتشف "أسعد" أن "سامي" وراء ما يحصل في الشركة فيقوم بتهديده، وتقرر "نائلة" أن تنفصل عن "لؤي" بشكل نهائي، وتطلب "ألمى" من "خالد" المساعدة.
الحلقة 14: تتوارى "ألمى" عن الأنظار بعد منعها من ممارسة مهنة الطب ويحاول "كريم" أن يجدها، ويتكاتف مرضاها ليدافعوا عنها ويقفوا بجانبها في محنتها.
الحلقة 15: تسقط الدعوى المرفوعة على "ألمى" بعد أن شهد المرضى الذين تعالجهم لصالحها في المحكمة، ويخبر  "لؤي" "نائلة" أنه لن يعطيها البيت وسيحتفظ به.
الحلقة 16: تخبر "فلك" الجميع بحقيقة "ميرا"، وتدعو "ألمى" أصدقائها لتخبرهنّ بحضور "نائلة" أن "فلك" و"جويل" كانتا تعلمان أن "لؤي" يخون "نائلة" مع "ميرا".
الحلقة 17: تخبر "ألمى" "نائلة" أن صديقاتها كن على علم بخيانة "لؤي" لها ولم يخبرنها مما يتسبب بحدوث مشكلة كبيرة بينهن، وينزعج "كريم" من "ألمى" لأنها لم تخبره أنها اشترت المنزل، وتعلن "فلك" وقوفها ضد "جويل".
الحلقة 18: تندلع حرب انتقام بين "جويل" و"فلك" التي وضعت خطة لتفصل الكهرباء عن كامل الحي أثناء حفل "جويل".
الحلقة 19: تواصل "فلك" تنفيذ خططها بالانتقام من الجميع دون استثناء، فتقوم بإبعاد كافة الخدم في البيوت داخل المجمع السكني، ويسجل "لؤي" المنزل باسم زوجته قبل أن يخبر "ميرا" بذلك، ويوقف البطاقات المصرفية الخاصة بـِ "نائلة".
الحلقة 20: تشك "فلك" بتصرفات "ألمى" فتطلب من "سمر" أن تراقبها، وتحاول "ألمى" أن تضع حداً لعلاقتها بـِ "كريم"، لكن "جويل" تراهما سوياً، إلا أنها لا تخبر "فلك" بذلك خوفاً من ردة فعلها.
الحلقة 21: تقدم "فلك" الفرصة لـِ "نائلة" كي تعمل في شركة زوجها "كريم"، وتجد "سمر" زراً لبدلة رجل في بيت "ألمى" مما أدى لاعتقاد "فلك" و"جويل" بوجود علاقة عاطفية سرية بين "ألمى" و"طارق" أو"كريم".
الحلقة 22: تتزايد شكوك "فلك" و"جويل" بخيانة "طارق" و"كريم" لهما مع "ألمى"، وتكتشف "نائلة" أن شركة "كريم" على وشك الإفلاس.
الحلقة 23: تكتشف "ألمى" أن "سمر" تتجسس عليها لصالح "فلك" و"جويل"، فتحاول الابتعاد عن "كريم"، كما تضع خطة محكمة لحماية نفسها وتخبر صديقاتها أنها مرتبطة برجل يعيش في بلد آخر.
الحلقة 24: تضغط "فلك" على "كريم" حتى يوافق على أن يصبح مديراً للمجمع السكني الذي يعيشان فيه، وتواصل محاولاتها لجعل "ألمى" تخبرها المزيد عن الشخص المرتبطة به.
الحلقة 25: يكذب "خالد" على الجميع ويخبرهم أنه هو الشخص الذي ارتبطت به "ألمى"، الأمر الذي يغضب "ألمى"، لكن "كريم" لا يصدق "خالد" ويشعر بأنه يكذب.
الحلقة 26: تُنهي "نائلة" إجراءات طلاقها الرسمية من "لؤي"، وتحاول "ألمى" أن تدعمها نفسياً في هذه الفترة العصيبة التي تمر بها، وتبدأ "فلك" بمحاولاتها لتزويج "ألمى" من "خالد".
الحلقة 27: تسوء العلاقة بين "خالد" و"ألمى"، وتحاول "فلك" أن تتدخل بينهما، وتعمل "نائلة" على إصلاح العلاقة بين أولادها ووالدهم "لؤي"، ويقرر "خالد" أن يخبر "كريم" و"طارق" بكل ما حصل أيام المدرسة، لكن "ألمى" تمنعه من ذلك.
الحلقة 28: تسعى "فلك" و"جويل" لإخفاء حقيقة الماضي المشترك بينهما وبين "ألمى" و"خالد"، فتحاولان إقناع "خالد" بالتغاضي عن الأمر برمته، لكنه يرفض، فلا تجدان حلاً سوى تلفيق قصة كاذبة لتخبران بها "كريم".
الحلقة 29: تتوتر العلاقة بين "خالد" و"فلك"، وتهدده بإلحاق الأذى بـِ "ألمى" إذا لم يتوقف عن محاولاته لإخبار "كريم" عن حقيقة الماضي الذي يجمعهم، وتحاول "ميرا" كسب ثقة أولاد "لؤي" كي تتقرب منه مجدداً.
الحلقة 30: تتنامى شكوك "فلك" حول حقيقة ثروة "كريم"، غير أن شقيقها يحاول أن يطمئنها، وتخبر "ألمى" "كريم" أنها تحبه، لكن سرعان ما تلقي الشرطة القبض على "كريم" بتهمة الاحتيال.
الحلقة 31: تهرب "فلك" من المجمع بعد أن يثور عليها الأشخاص الذين خسروا أموالهم بسبب إفلاس شركة زوجها، وتساعدها "ألمى" على الفرار، وتقوم "نائلة" بكل ما في وسعها لمساعدة الشركة على تجاوز الصعوبات المالية التي تعاني منها.
الحلقة 32: ترفض "فلك" أن تبيع بيتها على الرغم من الضائقة المالية التي تمر بها أسرتها، ويعيش "لؤي" حالة من الصدمة بعد أن خسر أمواله التي استثمرها في شركة "كريم"، في حين تحاول "ميرا" كسب ثقة "جويل" كي تستطيع أن تفرض سيطرتها على المجمع السكني.
الحلقة 33: ترضخ "فلك" للأمر الواقع وتقرر بيع منزلها، فتسارع "جويل" بالتعبير عن رغبتها بشرائه، وفي هذه الأثناء يتعرض "كريم" لعارض صحي، لكن "ألمى" تدعمه وتحاول مساعدته.
الحلقة 34: تقيم "جويل" حفلاً فرحاً بشرائها منزل "فلك"، وتطلق الشرطة سراح "كريم" ولكنه يبقى خاضعاً للمراقبة إلى أن تظهر الحقيقة، ويخبر "كريم" زوجته بشكوكه بأن "سامي" هو وراء السرقة التي تعرض لها.
الحلقة 35: تباشر "فلك" بتنفيذ خطة رتبت لها سراً، فتذهب مع ابنتها إلى شقيقها "سامي" بالخفاء، وتحاول "ألمى" إيجاد "أسعد" حتى تتمكن من مساعدة "كريم"، ويتفق "إياد" و"نائلة" على العمل سوياً.
الحلقة 36: تكتشف "فلك" أن "سامي" هو السارق، وتخبر الشرطة بالحقيقة، فيتم إطلاق سراح "كريم" الذي ينزعج عندما يعرف أن "نائلة" اختارت العمل مع "إياد" بعد أن كانت تعمل معه في الشركة.
الحلقة 37: يعترف "كريم" لـِ "ألمى" بحبه لها، وتنظّم "فلك" حفلاً كبيراً بمناسبة إعلان براءة "كريم" لمساعدته على استعادة ثقة عملائه به.
الحلقة 38: ينشب شجار بين "فلك" و"ألمى"، ويعترف "لؤي" لـِ "نائلة" أنه لم يستطع نسيانها، وترفض "جويل" طلب "فلك" بإعادة منزلها لها، فتباشر "فلك" بتنفيذ خطة ضدها.
الحلقة 39: ترفض "ألمى" الزواج من "كريم" وتنجح "فلك" باستعادة منزلها رغماً عن "جويل".
الحلقة 40: تقرر "ألمى" أن تنتقم من الجميع بعد كل ما مرت به هي و"خالد"، فتدعو أصدقائها إلى منزلها لتخبر "كريم" و"طارق" بما فعلته صديقاتها بها عندما كنّ طالبات في المدرسة وتفضح حقيقتهن.
الحلقة 41: بعد أن اتضحت الحقيقة، تحاول "فلك" أن تختلق الأعذار لتحسن صورتها أمام زوجها، ويرفض "كريم" عودة "إياد" إلى عمله، كما تسعى "نائلة" جاهدة لتعيد ابنتها إلى كنفها.
الحلقة 42: يقرر "كريم" أن ينفصل عن زوجته "فلك" بشكل نهائي، وتحاول "جويل" أن تنتحر كي تقنع "طارق" بألا ينفصل عنها.
الحلقة 43: ترفض "ألمى" طلب "كريم" بإطلاع الجميع على علاقته بها، مما يؤدي إلى نشوب شجار بينهما، كما تنكشف حقيقة مشاعر "فلك" القديمة تجاه "خالد" خاصة بعد طرده من وظيفته.
الحلقة 44: تتحسن علاقة "جويل" و"نائلة" مع "ألمى"، وتسعى "فلك" جاهدة لإخفاء حقيقة رغبة "كريم" بالانفصال عنها، ويفتتح "إياد" و"نائلة" عملهما الخاص.
الحلقة 45: تطلب "فلك" المساعدة من والدة "كريم" كي تعيده إليها، وتكتشف "جويل" بأن "كريم" على علاقة سرية بـِ "ألمى".
الحلقة 46: تنجح "فلك" بإقناع "كريم" بعدم الانفصال عنها، وتُلفّق "ميرا" خبر حملها، كما تخبر "جويل" والدها بحقيقة "علاقة "كريم" بـ "ألمى" التي تنكر هذا الأمر مما يجرح مشاعر "كريم".
الحلقة 47: تخبر "ميرا" الجميع بأنها حامل، وتقرر "فلك" مساعدتها كي تشتري بيتاً قريباً من بيت "نائلة".
الحلقة 48: ينتشر خبر عودة "كريم" لـِ "فلك" التي تُفسد حفلة زفاف "ريم" مما يؤدي إلى شجار بينها وبين "ألمى"، وتنزعج "نائلة" من مساعدة "فلك" لـِ "ميرا"، وتكتشف حقيقة الخطة التي نفذتها "فلك" لتعيد "كريم" إليها.
الحلقة 49: تخشى "فلك" أن يعرف "كريم" أنها دبرت أمر رجوعه لها، فتخبر "نائلة" بأنها ستتوقف عن مساعدة "ميرا" على شراء المنزل إذا أخفت "نائلة" سرّها، وتغضب "ميرا" عندما تعرف أن "فلك" قد تخلّت عنها.
الحلقة 50: تخبر "جويل" "نائلة" أن "فلك" تخطط لخداعها، كما تخبر "ألمى" بحقيقة الخطة التي دبرتها "فلك" حتى تُعيد "كريم" لها.
الحلقة 51: تنتقم "فلك" من صديقاتها بعد أن انكشفت حقيقة خطتها، ويعود "كريم" للضغط على "فلك" حتى ينفصلا عن بعضهما بشكل نهائي.
الحلقة 52: تطلب "ميرا" من "لؤي" أن يتزوجا بأسرع وقت ممكن مما يجعل حالة "نائلة" النفسية تزداد سوءاً، ويزداد التوتر بين الصديقات الأربع.
الحلقة 53: يحاول "بسام" الانتقام من "فلك" التي بدأت بدورها باختلاق مواقف لتزعج "ألمى"، وتدعو "ميرا" الجميع لحفل زفافها على "لؤي".
الحلقة 54: تتفاجأ "ميرا" بوجود "نائلة" في حفل زفافها، وتقرر "ألمى" أن تخبر "لؤي" بحقيقة "ميرا" لكنها تتعرض لحادث دبره لها شخص مجهول.
الحلقة 55: بعد نقل "ألمى" إلى المستشفى، تشك "جويل" بأن "فلك" هي التي دبرت الحادثة التي تعرضت لها "ألمى"، ولكن يتضح أن "ميرا" هي المسؤولة عن الأمر.
الحلقة 56: تزرع "ميرا" الشك في قلب "لؤي" حيال "نائلة" رغبة منها في الانتقام، مما يدفع "نائلة" لترك منزلها والابتعاد عن المجمع السكني.
الحلقة 57: تستمر "ميرا" بمحاولاتها لتلطيخ صورة "نائلة" أمام "لؤي"، فتخبره أنها تسببت بإجهاض جنينها، ويكتشف "كريم" هوية الشخص وراء الحادث الذي تعرضت له "ألمى".
الحلقة 58: تفضح "ألمى" كذبة "ميرا" وتخبر "لؤي" بالحقيقة، ويستمر "كريم" بإجراءات معاملات الطلاق ويرسل الأوراق لـِ "فلك".
الحلقة 59: تنجح "فلك" في إبعاد "بسام" عنها والحصول على تقرير طبي مزور يفيد بـإجهاض "ميرا"، ويكتشف "لؤي" مشاعر "كريم" تجاه "ألمى".
الحلقة 60: تواصل "فلك" محاولاتها للحفاظ على زواجها، ويسعى "لؤي" للفوز بـحضانة أولاده، في حين يحاول "بسام" أن يهاجم "فلك" و"جويل" التي تبرحه ضرباً.
الحلقة 61: تنقل "ألمى" "بسام" إلى المستشفى بعد أن أغمي عليه جراء ضرب "جويل" له، وتهدد "نائلة" "فلك" لاعتقادها أنها السبب وراء مطالبة "لؤي" بحضانة أولاده.
الحلقة 62: تخبر "فلك" "لؤي" أن "ميرا" لم تكن حاملاً، فيقرر "لؤي" الانفصال عنها ويحاول أن يصلح علاقته بـِ "نائلة"، وتساعد "ألمى" "كريم" على الانتقال لمنزل جديد بعيداً عن "فلك".
الحلقة 63: يستمر "لؤي" في محاولاته لإصلاح علاقته بـِ "نائلة" وأولاده، ويعترف "كريم" لـِ "فلك" أنه مرتبط بسيدة أخرى، فتسعى "فلك" لتكتشف هويتها، كما أنها تهدد "بسام" كي لا يخبر أحداً أنها هي و"جويل" من قامتا بإيذائه.
الحلقة 64: تفشل "فلك" في معرفة هوية المرأة التي ارتبط بها "كريم"، فتتشاجر معه ثم تقصد "خالد" حتى يساعدها.
الحلقة 65: يبدأ "كريم" بالقلق على سلامة "ألمى" بعد أن تخدره "فلك" لتكتشف هوية  الفتاة التي ارتبط بها، وتزداد الأمور تعقيداً عندما تقوم "ميرا" بإخبار "فلك" أن زوجها ساعد "ألمى"، مما يزيد شكوك "فلك" فيها.
الحلقة 66: تخبر "آني" المحقق بخلافات "كريم" و"فلك" المتكررة، وينزعج "لؤي" عندما يعرف أن "نائلة" قد رافقت "إياد" للعشاء، وينشب شجار بين "فلك" و"كريم" بسبب رغبته بأخذ ابنته "تالا" لتعيش معه.
الحلقة 67: تفشل خطة "جويل" في الانتقام من "فلك" التي تكتشف حقيقة علاقة زوجها "كريم" بصديقتها "ألمى".
الحلقة 68: تكذب "نائلة" على "لؤي" وتخبره أنها مرتبطة برجل آخر حتى يتركها وشأنها، وتسافر "فلك" خارج لبنان.
الحلقة 69: يكتشف "لؤي" هوية الرجل الذي ارتبطت به "نائلة"، ويكشف الطبيب الشرعي للمحقق تفاصيل ومعلومات جديدة عن الجثة وأدلة الجريمة.
الحلقة 70: ينشب شجار بين "إياد" و"لؤي" بسبب "نائلة"، وتضع "فلك" خطة جديدة تدفعها للتقرب من صديقاتها مجدداً حتى تتمكن من تنفيذها.
الحلقة 71: تضع "نائلة" خطة تتقرب على أثرها من "لؤي"، وتتسبب "فلك" بنشوب شجار بين "كريم" و"ألمى".
الحلقة 72: تلجأ "ألمى" لـِ "روان" حتى تعطيها دواءً جديداً خاصاً بالإنجاب، لكن يتضح أن "روان" تعمل لصالح "فلك"، وتطرأ مستجدات جديدة على التحقيق تزيد الشكوك في قلب "رامي".
الحلقة 73: تشتعل نار الغيرة في قلب "ميرا" التي تخطط للانتقام من "نائلة" بسبب تقربها من "لؤي" مجدداً وتطلب المساعدة من "فلك"، في حين تعطي "روان" "ألمى" دواء يتسبب في أذيتها.
الحلقة 74: تنكشف دوافع "روان" الخفية لإيذاء "ألمى"، ويلجأ "لؤي" لـِ "جويل" حتى تساعده في التقرب من "نائلة" من جديد.
الحلقة 75: تسوء حالة "ألمى" النفسية وتتدهور علاقتها بـِ "كريم" بسبب "فلك" التي تلجأ لوالدة "كريم" كي تمنع ابنها من الانفصال عنها والارتباط بـِ "ألمى".
الحلقة 76: تكتشف "ألمى" حقيقة تورط "روان" و"فلك" بما حصل لها فتقرر أن تنتقم منهما، وفي هذه الأثناء تستمر محاولات "فلك" لإصلاح علاقتها بـِ "كريم".
الحلقة 77: تنجح "ألمى" في الانتقام من "روان" بسبب الأذى الذي ألحقته بها، وتمد "جويل" يد العون لـِ "لؤي" حتى يعود لـِ "نائلة"، لكن "ميرا" تنزعج من هذا الأمر وتهدد "لؤي".
الحلقة 78: تعترف "ألمى" لـِ "فلك" بحقيقة مشاعرها تجاه "كريم" وينشب شجار عنيف بينهما، ثم تتعرضان لحادث، فتهرب "فلك" تاركة "ألمى" دون أن تساعدها.
الحلقة 79: يعترف "خالد" لـِ "فلك" بحقيقة مشاعره تجاهها، وتنجو "ألمى" من الحادث بعد أن تركتها "فلك" لتواجه مصيرها وحدها دون أن تعرف أن "ألمى" تمتلك دليلاً يدينها.
الحلقة 80: تحاول "ألمى" أن تجبر "فلك" على إعطائها منزلها مقابل أن تخفي عن "كريم" والشرطة الدليل الذي يثبت أنها لم تساعدها بعد وقوع الحادث، وتنقذ "نائلة" حياة "لؤي" الذي يهدد "ميرا" بعد أن يكتشف ما فعلته، كما يُغلق ملف القضية مما يزيد من حيرة المحقق "رامي".
الحلقة 81: تكذب والدة "كريم" عليه عندما يحاول أن يعرف منها الحقيقة، وتتنازل "فلك" لـِ "ألمى" عن منزلها حتى لا تخبر زوجها والشرطة أنها تركتها لتموت بعد الحادث.
الحلقة 82: تحافظ "ألمى" على وعدها ولا تخبر "كريم" بالحقيقة، وتكتشف "فلك" أن "جويل" قد أخفت عنها حقيقة العلاقة السرية بين "ألمى" و"كريم"، فتقرر أن تنتقم منها وتتسبب بحدوث مشكلة بينها وبين "طارق".
الحلقة 83: تكتشف "نائلة" أن "ميرا" كانت تخطط لقتل عائلتها، وتقصد "جويل" "ألمى" طالبةً منها المساعدة بعد أن بدأت "فلك" بتدمير حياتها، وتهدد "روان" "ألمى" بالقتل بعد رفضها أن تسحب الدعوى التي رفعتها ضدها.
الحلقة 84: تواجه "فلك" "كريم" وتخبره أنها تعرف حقيقة علاقته بـِ "ألمى"، وتتصاعد شكوك المحقق "رامي" حول تورط "ميرا" في الجريمة.
الحلقة 85: تقرر "ألمى" إلغاء الحفل الذي كانت تنوي إقامته بسبب قلقها من خطة "جويل" و"نائلة" لقتل "فلك" و"ميرا".
الحلقة 86: ترفض "ألمى" دعوة "روان" إلى الحفل بعد أن عرفت أن "فلك" تنوي قتلها، ويُفتح ملف القضية من جديد بعد أن تعثر الشرطة على "روان" ميتة.
الحلقة 87: تكتشف "ميرا" أن "جويل" تريد أن تقتلها، وتفشل محاولة "نائلة" لقتل "فلك" التي تدفع "روان" لقتل "ألمى".
الحلقة 88: تتشاجر "نائلة" مع "ميرا" بعد أن تكذب عليها وتخبرها أنها قتلت "جويل"، وتظهر حقيقة موت "روان"، حيث أنها تناولت السم الذي أرادت "ميرا" أن تقتل به "نائلة" دون أن تنتبه.
الحلقة 89: يقوم "خالد" بإنقاذ "فلك" بعد أن يقرر "طارق" قتلها، وتعلن "نائلة" أنها لا ترغب بإلحاق أي ضرر بـِ "فلك".
الحلقة 90: تتشاجر الصديقات الأربع أثناء الحفل، وتحاول "فلك" أن تقتل "نائلة" لكن سرعان ما تنقذها "ألمى" وتضرب "فلك" على رأسها بقوة، فتسقط من الشرفة بعد أن تفقد توازنها، وتتأثر علاقة "كريم" بـِ "ألمى" بعد هذا، وترفض ابنته التقرب منها، فتنتهي علاقتهما، كما تقرر "نائلة" ألا تعود لـِ "لؤي" بعد كل الألم الذي سببه لها.

## قنوات البث
- الجدول التالي يبين القنوات التي عرض فيها المسلسل.

| الدولة   | القناة الباثة   | التاريخ        | مراجع         |
| -------- | --------------- | -------------- | ------------- |
| السعودية | شاهد في أي بي   | 3 سبتمبر 2022  | [ 2 ]         |
| السعودية | إم بي سي دراما  | 4 سبتمبر 2022. | [ 11 ]        |
| العراق   | إم بي سي العراق | 4 سبتمبر 2022. | [ 11 ]        |
| مصر      | إم بي سي مصر 2  |                | [ 12 ] [ 13 ] |